# Валя-Бістрій
Валя-Бістрій (рум. Valea Bistrii) — село у повіті Алба в Румунії. Адміністративно підпорядковане місту Кимпень.
Село розташоване на відстані 320 км на північний захід від Бухареста, 51 км на північний захід від Алба-Юлії, 59 км на південний захід від Клуж-Напоки.

## Населення
За даними перепису населення 2002 року у селі проживали 375 осіб, усі — румуни. Усі жителі села рідною мовою назвали румунську.